# August Jakobson
August Jakobson (ur. 2 września 1904 w Parnawie, zm. 23 maja 1963 w Tallinnie) – estoński pisarz, komunista. Przewodniczący Rady Najwyższej ESRR w latach 1950–1958.

## Życiorys
Zadebiutował w 1927 powieścią pt. Vaeste-Patuste alev. Sukces wydawniczy tego utworu dał początek obfitej twórczości pisarza. Tworzył dramaty, prozę, opowieści, epopeje. Dwukrotnie (1947 i 1948) otrzymał Nagrodę Stalinowską oraz Order Lenina (w tym jeden w 1954); nadano mu także dwa inne odznaczenia.

## Dzieła
- 1928–1933 – Tuhkur hobune (cykl powieściowy)
- 1930 – Kolme vaeva tee (powieść psychologiczna)
- 1931–1934 – Andruksonide suguvõsa
- 1935 – Vana kaardivägi
- 1936 – Metsalise rada
- 1939 – Viirastused
- 1937–1940 – Igavesed eestlased (cykl powieściowy)